# ماريا مالمر ستينرجارد
ماريا مالمر ستينرجارد (مواليد 23 مارس 1981) هو سياسية سويدية من حزب التجمع المعتدل، تشغل حالياً منصب وزيرة الهجرة في حكومة أولف كريستيرسون منذ أكتوبر 2022.